# 日本國憲法第九條
日本國憲法第九條（日语：〔〕／ Nihonkoku Kenpōdaikyūjō */?）是《日本国憲法》的一個條款，規定战争不是日本解決國家爭端的合法手段。日本國憲法于第二次世界大战后的1947年5月3日生效。在其文本中，该国正式放弃交战权，并致力于在正义和秩序的基础上实现国际和平。该条还指出，为了实现这些目标，将不会维持具有战争力量的武装部队。而《宪法》是二战后美国占领当局强加的。
尽管如此，日本仍维持着自卫队，这是一支事实上的防御性军队，只禁止使用弹道导弹和核武器等进攻性武器。
2014年7月，日本政府没有利用《日本国宪法》第96条修改宪法本身，而是通过了一项重新解释，赋予自卫队更多的权力，允许他们在对特定国家对其盟国宣战的情况下保护盟国，中国和朝鲜对此表示关切和反对，而美国支持这一行动。一些日本政党和公民认为这种改变是非法的，因为首相规避了日本的宪法修正程序。2015年9月，日本国会通过颁布一系列法律，允许自卫队向参与国际作战的盟国提供物资支持，正式重新解释了这一点。声明的理由是，不捍卫或支持盟友将削弱联盟并危及日本。

## 内容
原文：
现代（新字體）版本：
中文译文：
|  | 日本国民衷心谋求基于正义与秩序的国际和平，永远放弃以国权发动战争、武力威胁或武力行使，作为解决国际争端的手段。 为达到前项目的，不保持陆海空军及其他战争力量，不承认国家的交战权。 |

## 历史背景
国际联盟集体安全的失败导致人们认识到，只有各国同意在交战权方面对其国家主权进行一些限制，并且改革在国际联盟时期一直被称为是“封闭商店”的行政院（职能相当于联合国的安全理事会），一个普遍的安全体系才能有效，在这个体系中，这些会员国将在宪法中放弃武装权，以换取集体安全。与战后德國基本法中包含的第24条一样，该条规定为了集体安全而授权或限制主权，而第9条在二战后的被占领期间被添加到日本宪法中。
和平条款的来源有争议。据驻日盟军总司令道格拉斯·麦克阿瑟（在美国试图让日本重新武装的时候发表的声明中）称，这项规定是由幣原喜重郎首相提出的，他“希望它禁止日本的任何武装部队和军事设施”。幣原的观点是，在战后时代，保留武器对日本人来说是“毫无意义的”，因为任何不合格的战后军队都不会再赢得人民的尊重，实际上会使人们陷入重新武装日本的争论。幣原在1951年出版的回忆录《外交五十年》中承认自己是该观点的始作俑者，在回忆录中，他描述了在去东京的火车之行中，这个想法是如何产生的，麦克阿瑟本人曾多次指出幣原是提议者。然而，根据一些辩解，他一开始否认这样做，而第9条的纳入主要是由盟军最高司令部政府部门的成员，特别是道格拉斯·麦克阿瑟最亲密的助手之一查尔斯·卡德斯促成的。然而，宪法学者宫泽俊義提出的另一个理论得到了其他历史学家提供的重要证据的支持，即这个想法直接来自麦克阿瑟本人，而幣原只是他计划中的一个棋子。
法案被提交审议后，众议院修正了部分条款，并在第1段中增加了“衷心谋求基于正义与秩序的国际和平”，在第2段中增加“为达到前项目的”。大部分修改由芦田均作出。盟总在这期间没有提出异议。许多学者认为，日本政府并没有因为这一修正案而放弃自卫权。
这修正案于1946年11月3日得到日本国会的支持。卡德斯后来发表声明，就像麦克阿瑟在美国试图让日本重新武装时所说的那样，表明他最初拒绝了禁止日本“为了自身安全”使用武力的提议，认为自卫是每个国家的权利。然而，历史记录对这种修正主义的解释提出了质疑。

## 解释

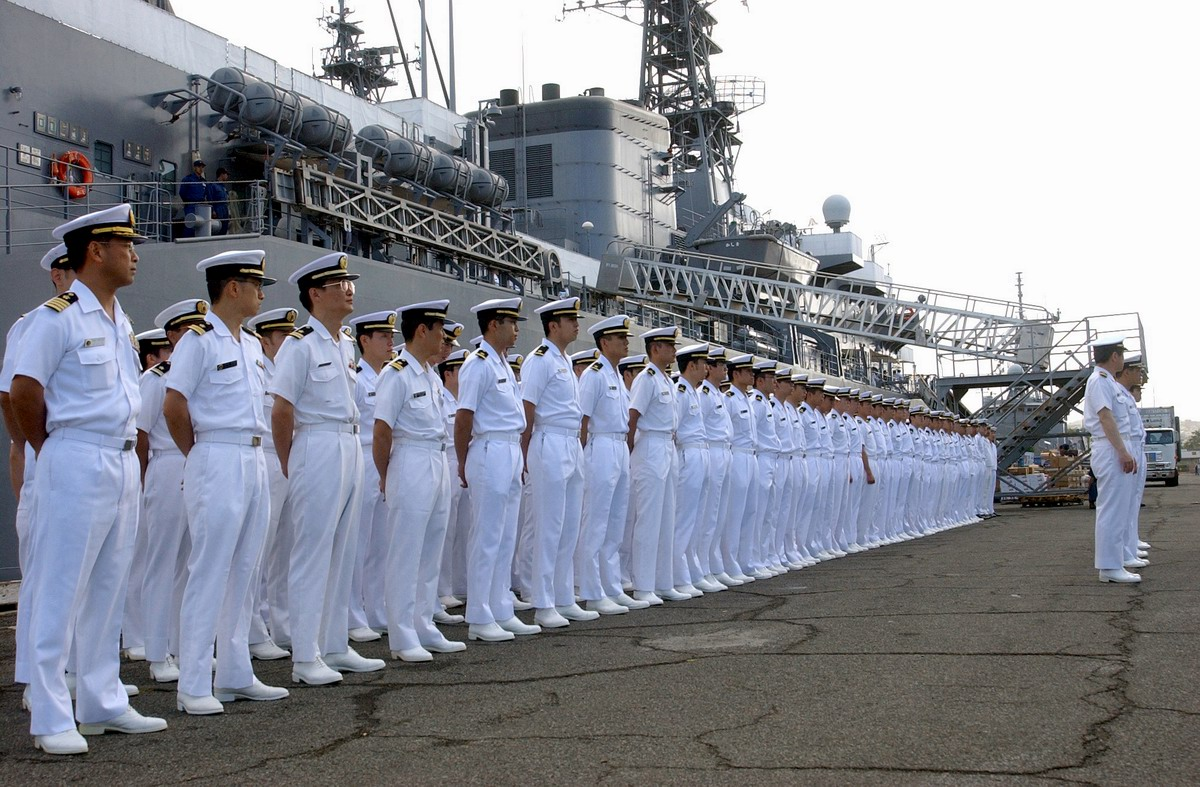
海上自卫队的海员，这是第9条表面上允许的事实上的军事力量之一。

1947年《日本国宪法》通过后不久，中国内战结束、1949年中国共产党取得胜利、中华人民共和国成立。一系列的事件使得美国在中国大陆丢失中华民国这个太平洋地区反对共产主义的军事盟友背景下，占领当局希望日本在冷战期间的反共产主义斗争中发挥更积极的军事作用。
如果将第9条视为1961年《麦克洛伊-佐林协议》所设想的废除战争制度的动议，那么朝鲜危机是另一个国家支持日本军事动议并开始向联合国真正的集体安全体系过渡的第一次机会。然而，事实上，1950年朝鲜战争爆发后，美國陸軍第24步兵師撤出日本，被派往朝鲜前线作战，因此日本没有任何武装保护。麦克阿瑟下令建立75000人的警察预备队维持日本秩序，击退任何可能的外来入侵。警察预备队由美国陆军上校弗兰克·科瓦尔斯基（后来是美国国会议员）利用陆军的剩余装备组织起来。为了避免可能的违宪行为，军事物品被冠以民用名称——例如，坦克被命名为“特种车辆”。日本社会党领袖铃木茂三郎在日本最高裁判所提起诉讼，要求宣布警察预备队违宪。然而，他的案件因缺乏相关性而被大法官驳回。
1952年8月1日，日本成立保安厅，目的是监督警察预备队及其海事部门。新机构由吉田茂首相直接领导。吉田支持其合宪性，尽管他在1952年的国会委员会会议上表示，“为了保持战争力量，即使出于自卫目的，也必须修订宪法。”。他后来回应了保安厅的合宪性主张，称警察预备队在现代没有真正的战争潜力。1954年，保安厅改制为防卫厅（现为防卫省），警察预备队改制为自卫队。
实际上，自卫队装备精良，其海上部门被认为比日本一些邻国的海军更强大。日本最高裁判所在几项重大裁决中加强了武装自卫的合宪性，最著名的是1959年的砂川案，该案支持当时的《美日安全条约》的合宪性。
2014年7月，日本引入了一项重新解释，赋予自卫队更多权力，允许他们在向其他盟国宣战的情况下保护其他盟国。此举可能结束日本长期的和平主义，并招致中国和朝鲜的严厉批评，而美国支持这一举措。
2015年9月，日本国会正式颁布了一系列法律，允许自卫队向参与国际作战的盟国提供物资支持，从而使重新解释正式生效。声明的理由是，不捍卫或支持盟友将削弱联盟并危及日本。

## 辩论

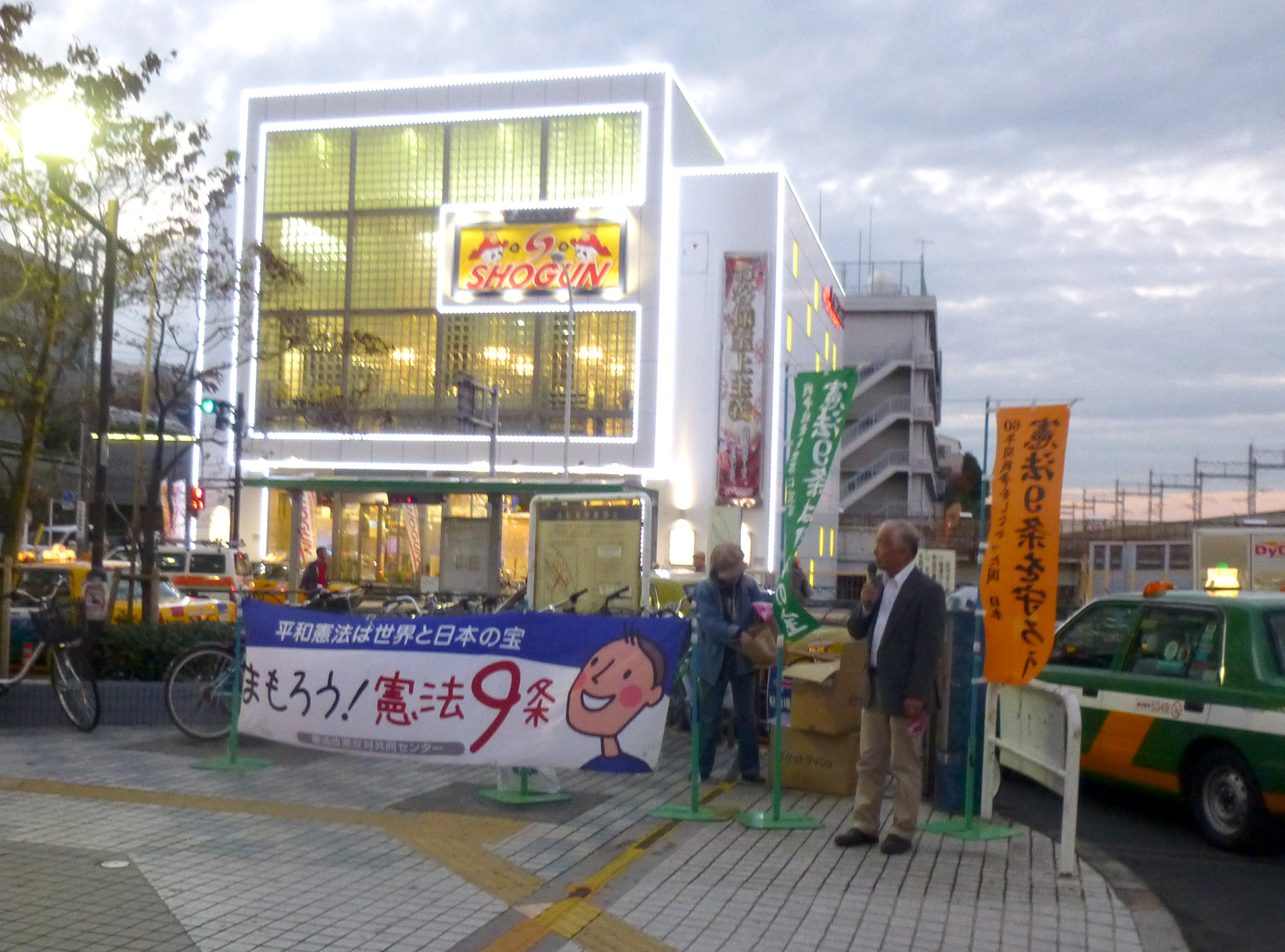
2012年，在东京田端站前举行的支持维持第九条的示威游行。

《日本国宪法》第9条可以理解为有三个不同的要素：（1）禁止使用武力的规定（第一款）；（2） 禁止维持武装部队或“促使其他潜在战争”的因素（第二款）；（3）拒绝交战权。在考虑第九条的实施和效力时，牢记这些不同的因素是有帮助的。禁止使用武力的第一款在限制日本外交政策方面非常有效，其结果是，自《宪法》颁布以来，日本没有使用武力或卷入任何武装冲突。海湾战争期间，日本政府试图加入美国为将伊拉克逐出科威特而成立的多国联军，但内阁法制局局长告知日本政府，这样做将构成违反第9条第1款使用武力的规定，因此最后日本仅限于提供财政援助。
第九条的第二项内容禁止日本维持陆军、海军或空军，这一内容引起了高度争议，可以说在具体落实政策方面没有那么严格有效。从某种角度来看，严格来说自卫队不是正式的陆海空军队，而是国家警察部队的延伸。这对外交、安全和国防政策有着广泛的影响。根据日本政府的说法，“第二段中的‘战争力量’意味着武力超过自卫所需的最低限度，而任何低于或等于该限度的力量都不构成战争力量。”显然，当自卫队成立时，“因为自卫队的能力不足以维持现代战争，所以它不具有战争力量”。从这点上看，日本政府在和平条款的措词解释中具有模糊性，也使得“自卫队的合宪性存在高度争议”。一些日本人认为日本应该真正地实现和平主义，并声称自卫队违反宪法。然而，最高裁裁定，国家有权进行自卫。学者们还讨论了“宪法变革……当宪法条款失去最初含义并被新的含义所取代时，就会发生宪法变革”。
自1955年以来，自由民主党一直主张改变第九条的条文，当时第九条被解释为放弃在国际争端中使用战争，而不是为了维护法律和秩序而在国内外使用武力。然而，自民党的长期联盟伙伴公明党长期以来一直反对改变第九条的条文。尽管自民党在2005年至2009年以及2012年至今为止与公明党都在国会内拥有绝对多数，但自民党从未在国会中拥有必要的绝对多数（两院三分之二以上的席位）来修改宪法。
反对党立宪民主党倾向于同意自民党的解释。与此同时，双方主张修订第九条，增加一项附加条款，明确授权为自卫目的使用武力，以抵抗针对日本民族的侵略。另一方面，日本社会党认为自卫队违反宪法，主张通过日本非军事化全面执行第九条。但当该党与自民党联合组成联合政府时，它改变了立场，承认自卫队是一个符合宪法的组织。日本共产党认为自卫队违反宪法，并呼吁改变日本国防政策，以武装民兵为特色。

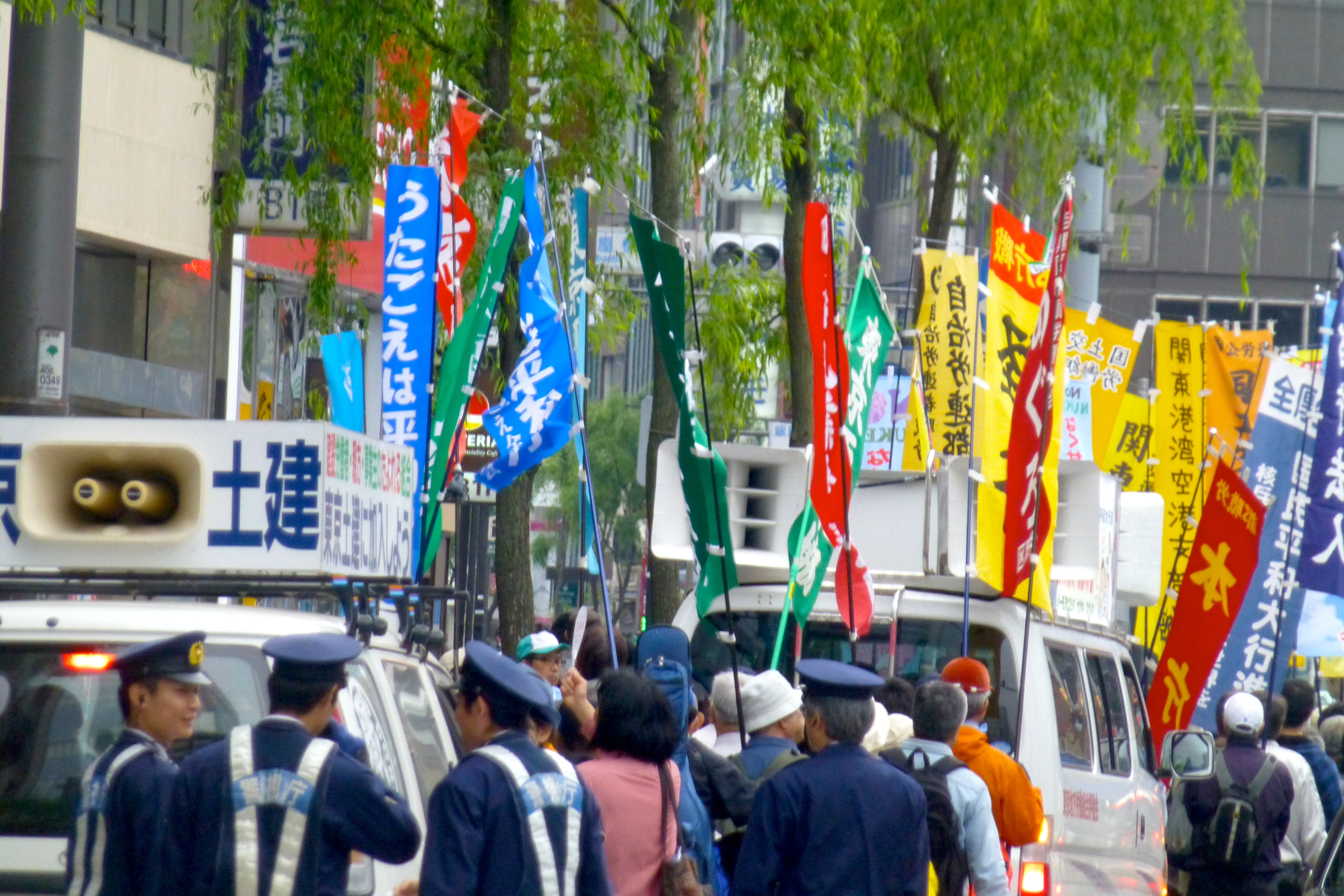
2014年在银座附近，一群举着幟旗的支持第九条的示威者和监控他们的警视厅公安警察。

对第9条的解释，已确定日本不能持有进攻性军事武器；这被解释为日本不能拥有洲际弹道导弹、核武器、航空母舰或轰炸机编队。这并没有阻碍潜艇、驱逐舰、直升机航母和战斗机的部署，它们具有更大的防御潜力。
自20世纪90年代末以来，第9条一直是日本在海外承担多边军事承诺能力争端的中心特征。在20世纪80年代末，自卫队的政府拨款平均每年增加5%以上。到1990年，日本的国防支出总额排名第三，仅次于苏联和美国，美国敦促日本在西太平洋的国防负担中承担更大的份额。（日本的指导方针是国防开支不得超过GDP的1%；然而，日本将一些活动定义为非国防开支。）鉴于这些情况，部分人认为第9条越来越无关紧要。然而，它仍然是阻碍日本军事能力增长的重要因素。尽管痛苦的战时记忆已经逐渐消退，但民意调查显示，公众仍然强烈支持这一宪法条款。
不同的观点可以清楚地分为四类：
- 目前的和平主义者主张维护第九条，并声称自卫队违反宪法，希望将日本从国际冲突中剥离出来。

- 重商主义者对第九条有不同意见，尽管赞同解释范围扩大到包括自卫队，并认为自卫队的作用应保留到与联合国有关的活动和非战斗目的。但他们主张减少国防开支，并强调经济增长。

- 正常化主义者“呼吁增加国防军备，并接受使用武力维护国际和平与安全”。他们支持修订第9条，以纳入一个条款，解释自卫队的存在和功能。

- 民族主义者主张，日本应该直接重建军队和建设核子能力，以恢复自豪感和独立。他们还主张修订第9条，以促进军备。

显然，人们的意见从和平主义的一个极端——完全废除军备到民族主义的另一个极端——彻底的完全重新军事化。大多数日本公民赞同第九条的精神，并认为它对个人自由是十分重要的。但自20世纪90年代以来，日本的立场发生了转变，不再坚持不对该条款进行任何修改，而是允许进行细节上的修订，以解决自卫队与第9条之间的分歧。此外，相当多的公民认为，日本应允许自卫队进行集体自卫，例如，在海湾战争中，经联合国安理会授权后，日本就有资格“参与集体自卫”。之前日本在海湾战争上的参与问题，已经引起了广泛的批评。尽管美国向日本施压，要求其在伊拉克战事中支援美国，但由于国内反对部署军事力量的压力，日本不得不将其在战争中的参与限制为财政捐助。而由于海湾战争期间美国强烈反对的前车之鉴，日本在2001年九一一袭击事件后迅速采取了行动。事实上，“九一一袭击事件确实导致美国对日本安全合作的要求增加”。2001年10月29日，日本国会通过了《反恐怖主义特别措施法》，“进一步拓宽了日本自卫的定义”。该法律允许日本在外国领土上支持美国军队作战。这项法律激起了“公民团体”对日本政府提起诉讼，以“阻止自卫队向伊拉克派遣部队，并确认派遣部队违反宪法”，尽管派往伊拉克的部队不是为了作战，而是为了人道主义援助。而日本之所以积极经营美日关系，其原因正是因为第九条的限制和日本无力发动进攻性战争的缘故。部分争论说，“当小泉在2003年3月宣布支持美国领导的伊拉克战争，并在2004年1月派遣日本军事力量援助美国时，日本关注的不是伊拉克，而是朝鲜”。日本与朝鲜以及其他亚洲邻国的不稳定关系迫使日本有修改第9条的需求，以“允许对宪法进行越来越广泛的解释”，以期保证美国在这些关系中的支持。
前首相岸信介在一次讲话中表示，他呼吁废除第九条，说“如果日本要成为值得尊敬的国际社会成员首先必须修改宪法并重新武装：如果只有日本一方放弃战争……她将无法阻止其他国家入侵她的土地。另一方面，如果日本能够自卫，就不再需要美国驻军驻扎在日本……日本应该强大到足以自卫。”
2007年5月，时任日本首相安倍晋三纪念日本宪法60周年时，呼吁对该法条进行“大胆的重审”，以使日本在全球安全中发挥更大作用，并促进民族自豪感的复兴。除安倍的自民党外，截至2012年，日本维新会、日本民主党、国民新党和众人之党支持宪法修正案，以减少或废除第九条规定的限制。
2018年9月7日，作为2018年自民党领导人选举的候选人，石破茂批评安倍晋三改变了他对第9条修订的立场。石破主张取消否认日本“交战权”的第9条第2款。这是基于2012年自民党的法律修改草案。2017年5月，安倍改变了立场，保留了第9条第一款和第二款，同时提及日本自卫队。
2019年1月，前首相安倍晋三在国会上表示，《宪法》第9条不禁止远程巡航导弹。
2019年10月21日，驻东京的一名美国高级军官表示，“日本根据宪法避免使用进攻性武器不再是可以接受的。”该军官表示，日本需要重新考虑其拒绝使用攻击性武器的问题，政府应与公众讨论。这位官员说，日本政府应该向公众通报中国和朝鲜的威胁。
宪法修正案需要国会两院超过三分之二多数通过并经公民投票同意才能生效（根据日本宪法第96条）。尽管自民党多次试图修改第九条，但由于包括民主党和日本共产党在内的许多日本政党反对修改，自民党始终未能达到修宪所要求的门槛。

## 国际比较
在《義大利憲法》中，第11条与本条类似，但如果与国际组织达成协议，则允许出于自卫（第52条和第78条）和维持和平的目的使用军事力量：
中文译文：
|  | 意大利拒绝参加作为侵犯他国人民自由之工具和作为解决国际争端之手段的战争。在与其他国家平等的条件下，意大利同意为了建立保证国际和平与正义的秩序而对主权作必要的限制；意大利鼓励并协助以此为宗旨的国际组织。 |

1949年颁布的《哥斯达黎加宪法》第12条规定：
中文译文：
|  | 廢止常備軍。為警戒和維持公共秩序，設置必要的警察部隊。經大陸協定通過或國防需要方可設立軍隊；無論何種情況，軍隊均應隸屬於文人機關；軍隊不得以個人或集體名義發表政見或發表其他聲明。 |

《德意志聯邦共和國基本法》强调国际法的义务是联邦法律的一部分，在联邦法律中具有优先地位（第25条）（但次于未颁布的《宪法》），并禁止国际侵略行为，包括进攻性战争（第26条）。然而，它并不禁止常备军。
第26条第1款规定：
中文译文：
|  | 擾亂國際和平共同生活之行為，或以擾亂國際和平共同生活為目的之行為，尤其是發動侵略戰爭之準備行為，均屬違憲。此等行為應處以刑罰。 |

《韩国宪法》第5条（上次修订于1986年）规定：
-{① 대한민국은 국제평화의 유지에 노력하고 침략적 전쟁을 부인한다.

② 국군은 국가의 안전보장과 국토방위의 신성한 의무를 수행함을 사명으로 하며, 그 정치적 중립성은 준수된다.}-
中文译文：
|  | ①大韓民國努力維護國際和平，不許進行侵略戰爭。 ②國軍的使命是履行保障國家安全和保衛國土的神聖義務，遵守政治中立。 |

## 2014年重新解读
2014年7月，日本政府批准对该条文进行重新解释。这种重新解释将允许日本在某些情况下行使“集体自卫”的权利，并在其盟国遭到袭击时采取军事行动。一些政党认为这是非法的，对日本的民主构成了严重威胁，因为首相绕过了宪法修正程序，通过内阁法令，在未经国会辩论、投票或公众批准的情况下，彻底改变宪法基本原则的含义。国际社会对这一举措的反应喜忧参半。中国对这种重新解释表示了负面看法，而美国、菲律宾、越南和印度尼西亚则作出了积极反应。韩国政府并不反对重新解释，但指出，未经其请求或批准，韩国政府不会批准日本自卫队在朝鲜半岛及其周边地区的行动，并呼吁日本采取行动，赢得邻国的信任。
2017年5月，日本首相安倍设定2020年修订第9条的最后期限，这将使自卫队在宪法中合法化。然安倍因健康问题于2020年退休，未能成功修订第9条。

## 外部連結
- Regular updates on and analysis of Japanese politics (Articles and audio)
- Global Article 9 Campaign 的存檔，存档日期2009-02-27.
- Cabinet Office （页面存档备份，存于） (Official English translation of constitution)
- National Diet Library （页面存档备份，存于） (Official English translation of constitution)
- 地方自治體議員立憲網（日語） （页面存档备份，存于）